# Ненчо Станев
Ненчо Станев Ненчев е български политик, член на Българската комунистическа партия (БКП), министър на народната просвета в 72-рото правителство (19 януари 1973 – 17 юни 1976) и 73-то правителство (17 юни 1976 – 15 ноември 1977) на НРБ.

## Биография
Ненчо Станев е роден на 15 ноември 1925 г. в с. Радювене, Ловешко. Основно образование завършва в родното си село. Учи в Народна мъжка гимназия „Цар Борис III“ (Ловеч). Активен член на РМС. Участва в съпротивителното движение по време на Втората световна война като помагач, за което е арестуван по ЗЗД. Успява да завърши гимназията през 1944 г.
Работи като учител в с. Радювене и едновременно е секретар на РМС (1944 – 1945) и секретар на БРП(к) (1949 – 1951). Завършва Полувисшия институт за прогимназиални учители в гр. Шумен, икономика във ВИИ „Карл Маркс“ (сега УНСС в София) и Висшата школа на БКП.

### Държавна дейност
Работи в държавния управленски апарат. Председател на Околийски народен съвет – Ловеч до 1959 г. Народен представител в VI (1971 – 1976), VII (1976 – 1981) и VIII- о (1981 – 1986) Народно събрание. Член на комисията по Външна политика в VII и VIII народно събрание.

### Партийна дейност
От 1951 г. е на партийна работа в апарата на БКП: Секретар на Околийски комитет гр. Ловеч, Първи секретар на Окръжен комитет гр. Ловеч (1966 – 1971) и гр. Габрово (1971 – 1973). Кандидат-член (1962 – 1971) и член на ЦК на БКП (1971 – 1990).
Член на Национален комитет на Отечествен фронт в продължение на 16 години. Заместник-председател на Общонароден комитет за българо-съветска дружба (1977 – 1988) и Първи заместник-председател (1988 – 1990).

### Министър на народната просвета
Ненчо Станев е министър е на народната просвета в 72 и 73-то правителство на НРБ с министър-председател Станко Тодоров. Внедрява ново учебно съдържание в системата на МНП I-V клас. Въвежда заплатени от държавата, чрез общините, учебници I-VIII клас. Разгръща системата на математическите гимназии и спортните училища. Увеличава броя на техникумите и средните професионални училища. Строят се нови училищни сгради. Повишават се учителските заплати. МНП поема и управлението на висшето образование в НРБ.
Награждаван многократно с държавни награди.